# Happy Harmonies

Titelkarte des Happy-Harmonies-Films Bosko’s Parlor Pranks, 1934 im Zweifarbenverfahren von Technicolor produziert

Happy Harmonies (deutsch: fröhliche Harmonien) ist eine Serie von animierten Kurzfilmen, die zwischen 1934 und 1938 von Metro-Goldwyn-Mayer veröffentlicht wurden. Produziert wurden diese Zeichentrickfilme von Hugh Harman und Rudolf Ising, die mit diesen Filmen an ihre früheren Erfolge der Looney Tunes und Merrie Melodies anknüpften und Walt Disneys Silly Symphonies nacheifern wollten. Die 36 Filme entstanden durchgehend in Farbe und mit Ausnahme von Bosko, der in neun der Happy-Harmonies-Filme auftrat, ohne wiederkehrende Figuren. Zwei Filme dieser Reihe, Im Land der Kuscheltiere und The Old Mill Pond, wurden für einen Oscar in der Kategorie „Bester animierter Kurzfilm“ nominiert.

## Geschichte
Anfang der 1930er Jahre betrieb die Filmgesellschaft Metro-Goldwyn-Mayer (MGM) kein eigenes Zeichentrickstudio, sondern trat als Verleiher der von Ub Iwerks produzierten Filme auf. Von 1930 bis 1933 wurden Filme mit Flip der Frosch veröffentlicht, auf Flip folgte der weniger populäre Willie Whopper. Enttäuscht von den jüngsten Filmen beendete MGM 1934 den Vertrag mit Iwerks. MGM schloss daraufhin mit den Trickfilmproduzenten Hugh Harman und Rudolf Ising, die bis 1933 für Warner Bros. arbeiteten und dort die Cartoonreihen Looney Tunes und Merrie Melodies entwickelten, einen lukrativen Vertrag ab, der ihnen ein hohes Budget zur Herstellung anspruchsvoller Filme zugestand.
Harman und Ising waren wie zuvor bei Warner Bros. gemeinsam als Produzenten tätig, sie führten aber getrennt Regie und hatten jeweils ihre eigenen Teams. Die erste Produktion für MGM war Isings Kurzfilm The Discontented Canary, der im Juni 1934 fertiggestellt wurde und im September in die Kinos kam. Beginnend mit dem zweiten Film von Harman-Ising, The Old Pioneer, wurden die Cartoons unter dem Titel Happy Harmonies veröffentlicht. Der Name der Filmreihe spielte – wie bereits bei Harmans und Isings Produktionen bei Warner – auf die überaus erfolgreiche Disney-Reihe Silly Symphonies an. Auch stilistisch wurden Disneys Filme mit ihren „gewinnenden Figuren“ und „einfallsreichen Geschichten“ nachgeahmt.
Trotz des im Vergleich zu den Looney Tunes deutlich großzügigeren Budgets wurden für die frühen Happy-Harmonies-Filme oftmals Animationen aus den älteren Filmen von Harman und Ising wiederverwendet. Harman reaktivierte für einige seiner Filme sogar die Figur Bosko, die die Hauptfigur der Looney Tunes bei Warner war, deren Verwertungsrechte aber weiterhin Harman-Ising besaßen. Von Anfang an wurden die Happy-Harmonies-Filme in Farbe gedreht, zunächst im Zweifarbenverfahren von Technicolor, da Disney bis September 1935 die Exklusivrechte für die Verwendung des Dreifarbenverfahrens besaß. Beginnend mit The Old Plantation konnten aber auch Harman und Ising das Dreifarbenverfahren einsetzen, das eine größere Farbpalette bot. Verbunden mit der verbesserten Farbgebung wurden auch die Filme natürlicher gestaltet, so erschien Ende des Jahres 1935 Bosko in dem Film Run, Sheep, Run erstmals mit einer realistischen menschlichen Gestalt.
Im Laufe der Jahre wurden die Happy-Harmonies-Filme aufwendiger und qualitativ hochwertiger, was schließlich zu zwei Oscarnominierungen führte. 1936 wurde Rudolf Isings Im Land der Kuscheltiere nominiert, ein Jahr später folgte Hugh Harmans The Old Mill Pond. Beide Male setzte sich aber ein Disney-Film bei den Oscarverleihungen durch. MGM betrachtete die gestiegenen Produktionskosten mit Argwohn, vor allem Harman hatte bei seinem Produktionsstil Probleme, sich an die vertraglichen Vereinbarungen zu halten. Die Filmgesellschaft kündigte schließlich im Februar 1937 den Vertrag mit Harman-Ising. Mit der Veröffentlichung von The Little Bantamweight im März 1938 lief die Happy-Harmonies-Reihe bei MGM aus.
Nach der Trennung von Harman und Ising richtete MGM ein eigenes Animationsstudio ein, das die Produktion von Cartoons übernehmen sollte. Leiter des Studios wurde Fred Quimby, als Regisseure wurden unter anderen William Hanna, ein ehemaliger Mitarbeiter Harmans, sowie der von Warner abgeworbene Friz Freleng verpflichtet. Nachdem sich die als Nachfolgerin der Happy Harmonies konzipierte Cartoonreihe The Captain and the Kids als ein Flop erwies, wurden Harman und Ising im Herbst 1938 zu MGM zurückgeholt. Sie setzten aber nicht die Reihe Happy Harmonies fort, sondern entwickelten neue Filme und Figuren. 1939 gelang es Rudolf Ising, mit Barney Bär eine neue Zeichentrickfilmreihe zu etablieren, ihre größten Erfolge feierte die Trickfilmabteilung von MGM aber erst nach dem erneuten und endgültigen Weggang von Harman und Ising zu Beginn der 1940er Jahre mit Tom und Jerry sowie den Filmen von Tex Avery.

## Filmografie
| - 1934: The Discontented Canary; Regie: Rudolf Ising - 1934: The Old Pioneer; Regie: Rudolf Ising - 1934: Tales of the Vienna Woods; Regie: Hugh Harman - 1934: Bosko’s Parlor Pranks; Regie: Hugh Harman - 1934: Toyland Broadcast; Regie: Rudolf Ising - 1935: Hey-Hey Fever; Regie: Hugh Harman - 1935: When the Cat’s Away; Regie: Rudolf Ising - 1935: The Lost Chick; Regie: Hugh Harman - 1935: The Calico Dragon; Regie: Rudolf Ising - 1935: Good Little Monkeys; Regie: Hugh Harman - 1935: The Chinese Nightingale; Regie: Rudolf Ising - 1935: Poor Little Me; Regie: Hugh Harman - 1935: Barnyard Babies; Regie: Rudolf Ising - 1935: The Old Plantation; Regie: Hugh Harman - 1935: Honeyland; Regie: Rudolf Ising - 1935: Alias St. Nick; Regie: Rudolf Ising - 1935: Run, Sheep, Run; Regie: Hugh Harman | - 1936: Bottles; Regie: Hugh Harman - 1936: The Early Bird and the Worm; Regie: Rudolf Ising - 1936: The Old Mill Pond; Regie: Hugh Harman - 1936: Two Little Pups; Regie: Rudolf Ising - 1936: The Old House; Regie: Hugh Harman - 1936: The Pups’ Picnic; Regie: Rudolf Ising - 1936: To Spring; Regie: Hugh Harman und William Hanna - 1936: Little Cheeser; Regie: Rudolf Ising - 1936: The Pups’ Christmas; Regie: Rudolf Ising - 1937: Circus Daze; Regie: Hugh Harman - 1937: Swing Wedding; Regie: Hugh Harman - 1937: Bosko’s Easter Eggs; Regie: Hugh Harman - 1937: Little Ol’ Bosko and the Pirates; Regie: Hugh Harman - 1937: The Hound and the Rabbit; Regie: Rudolf Ising - 1937: The Wayward Pups; Regie: Rudolf Ising - 1937: Little Ol’ Bosko and the Cannibals; Regie: Hugh Harman - 1938: Little Ol’ Bosko in Bagdad; Regie: Hugh Harman - 1938: Pipe Dreams; Regie: Hugh Harman - 1938: The Little Bantamweight; Regie: Rudolf Ising |